# Comisión de Gobierno, Descentralización y Regionalización del Senado de Chile
La Comisión de Gobierno, Descentralización y Regionalización del Senado de Chile, corresponde a una de las comisiones permanentes del Senado de Chile, en la cual, cinco senadores formulan proyectos de ley referentes al tema del cual trata la comisión, en este caso, las políticas destinadas a promover una descentralización administrativa, promover la gestión regional de desarrollo local, satisfacer las necesidades de las regiones, legislar por el bienestar interno del país, entre otras mociones que luego son presentados en la sesión plenaria del Senado para su aprobación o rechazo de todos los senadores.

## Historia
Esta comisión se formó en 1840 bajo el nombre de Régimen Interior, con funciones ligadas al Ministerio del Interior, velando por el orden pública y la seguridad ciudadana. En 1888 pasó a ser Comisión de Gobierno Interior, vinculándose más a la legislación administrativa y orgánica de municipalidades, más que a temáticas de seguridad y orden.[cita requerida]
Mantuvo el nombre de Gobierno Interior hasta la caída del régimen democrático (1973). Con el proceso regionalizador iniciado por la dictadura militar (1973-1990), adoptó estas funciones además la comisión, con el retorno de la democracia, bajo el nombre de Comisión de Gobierno, Descentralización y Regionalización.[cita requerida]

## Integrantes
En el período legislativo 2022-2026, la comisión está integrada por:
| Miembro             | Partido Político    |
| ------------------- | ------------------- |
| Luz Ebensperger     | UDI                 |
| Esteban Velásquez   | FRVS                |
| Rojo Edwards        | Partido Republicano |
| Álvaro Elizalde     | PS                  |
| Rafael Prohens      | RN                  |
| Preside la comisión |                     |